# Dreibündenstein
Der Dreibündenstein (2156 m ü. M.) ist eine Erhebung südlich der Hauptstadt Chur im Kanton Graubünden (Schweiz). Der Punkt ist nach Definition kein Berggipfel, sondern erlangt seine Bedeutung als historischer Ort: Er war einziger dreifacher Grenzpunkt des ehemaligen Freistaats der Drei Bünde.

## Historische Bedeutung

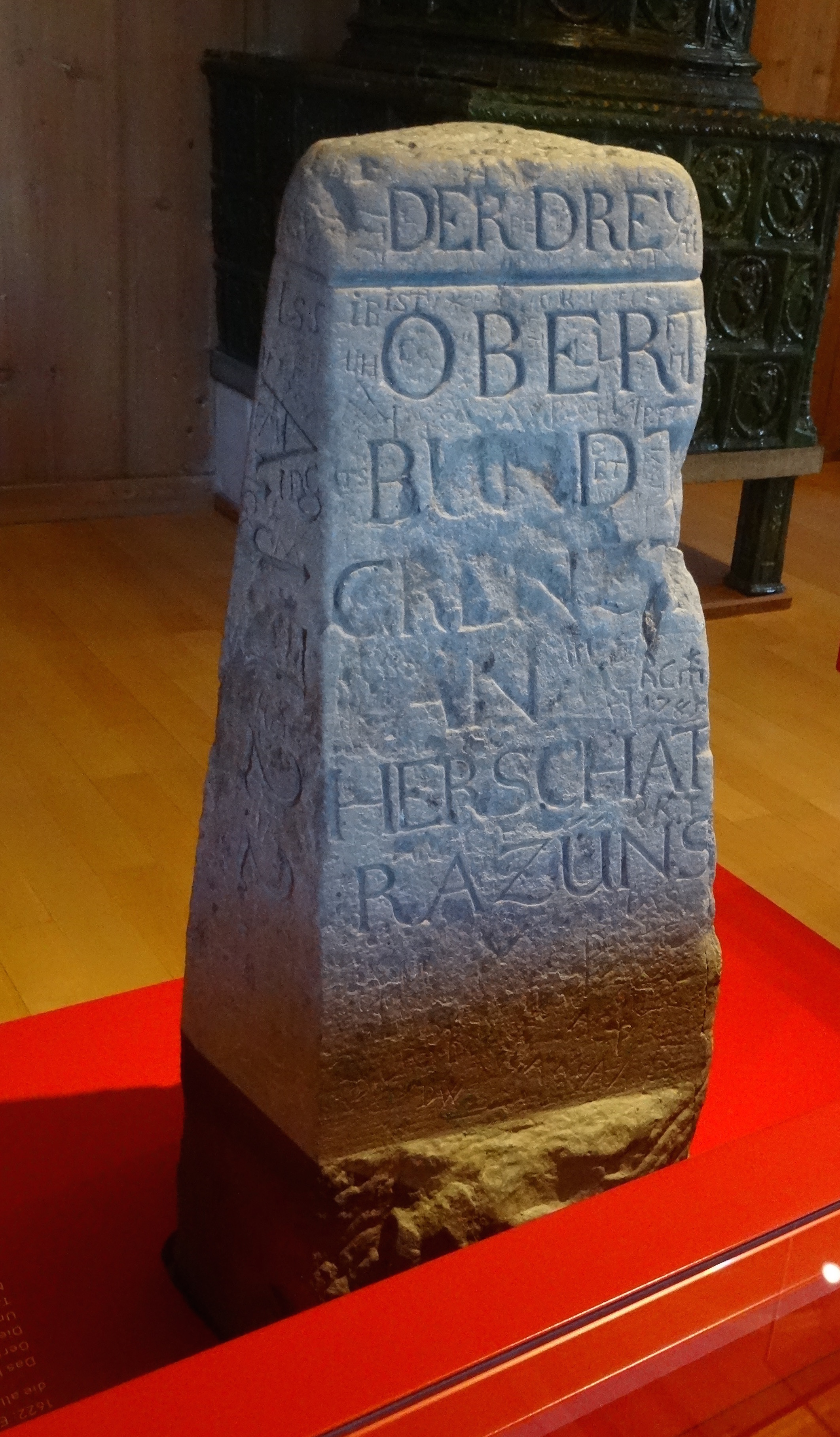
Dreibündenstein von 1722, ausgestellt im Rätischen Museum in Chur

Vor Ort steht eine im Jahr 1915 von der Sektion Rhätia des Schweizerischen Alpenclubs erstellte Stele. Der alte Grenzstein von 1722 ist im Rätischen Museum ausgestellt. Die heutige Stele trägt die drei Wappen der historischen Bünde. Es trafen sich hier der Graue Bund mit der damaligen Gerichtsgemeinde Rhäzüns, der Gotteshausbund (Schloss Ortenstein) und der Zehngerichtenbund (Gerichtsgemeinde Churwalden).

## Geografie
Durch den Kulminationspunkt verlaufen die Grenzen der heutigen Gemeinden Churwalden (bis 2009 Malix),  Domleschg GR (bis 2010 Feldis) und Domat/Ems.
Das Gebiet gehört durch die Erschliessung durch die Brambrüeschbahnen zum Naherholungsgebiet der Stadt Chur. Im Winter ist auch der Sessellift auf den Furggabüel in Betrieb, wo 1970 die erste Anlage erstellt worden war. Der Furggabüel ist gut 15 Meter höher als der Dreibündenstein und etwa 400 Meter nördlich davon gelegen.
Der Dreibündenstein mit seiner von einer Hochebene gegen Westen hin geprägten Umgebung ist aus jeder Richtung durch Wanderwege (Grad T2 ausser von Pargitsch und Stätzerhorn: T3)  erreichbar.

## Absturz «Lady Patricia»

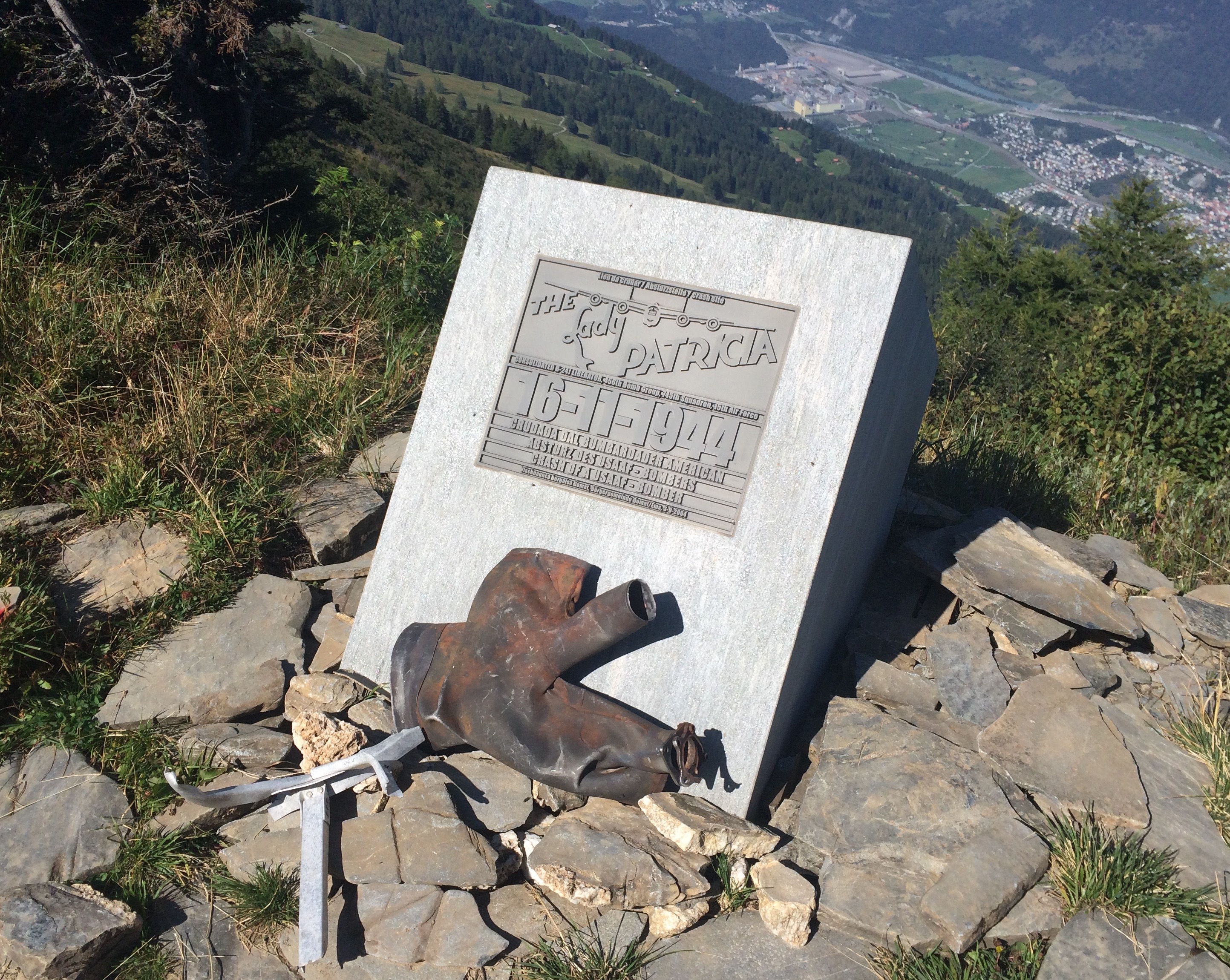
Gedenkstein an der Absturzstelle. Rechts unten Domat/Ems.

Am 16. November 1944 stürzte der amerikanische B24-Bomber «Lady Patricia» nördlich des Dreibündensteins unterhalb des Furggabüels ab, im Grenzgebiet zwischen Malix und Domat/Ems. Der Bomber war auf dem Rückflug von einer Bombardierung von München nach Süditalien, wo er stationiert war. Alle zwölf Besatzungsmitglieder konnten die Maschine vor dem Aufprall mit dem Fallschirm verlassen und landeten unverletzt. Die Männer wurden nach der Rettung in Adelboden interniert. Grund des Absturzes waren Beschädigungen durch deutsche Geschütze. Der Name «Lady Patricia» bezog sich auf die kleine Tochter des Piloten Daryl R. Mason, der die Maschine normalerweise flog. Da er an jenem Tag krank war, flog sein Ersatzpilot Doyle R. Smith das Flugzeug.
2004 wurde anlässlich des 60. Jahrestages an der Absturzstelle auf dem Wanderweg nach Feldis in Anwesenheit der namensgebenden Pilotentochter Patricia Mason Freel ein Gedenkstein enthüllt.